# Mallard (Iowa)
Mallard est une localité du comté de Palo Alto, situé dans l'Iowa, États-Unis. La population était de 298 habitants lors du recensement de 2000.